# Fristentransformation
Durch die Fristentransformation (auch Fristverlängerungsfunktion; englisch maturity transformation) werden auf dem Finanzmarkt die unterschiedlichen Laufzeitinteressen von Schuldnern (Privathaushalten, Unternehmen, Staat) und Gläubigern (z. B. Sparern) in Einklang gebracht.

## Allgemeines
Die Fristentransformation ist eine von drei volkswirtschaftlichen Aufgaben der Kreditinstitute. Daneben erfüllen sie noch die Losgrößen- und die Risikotransformation. Die Aufgabe der Kreditinstitute bei der Fristentransformation besteht darin, kurzfristig fällige Bankeinlagen in langfristige Kredite umzuwandeln (und umgekehrt). Dieses Bild ist didaktisch vereinfacht. Es ist nur richtig für  Bargeldeinlagen in Verbindung mit Bargeldkrediten. Tatsächlich kann in einem Giralgeldsystem die Kreditvergabe ohne den vorherigen Zufluss von Kundeneinlagen stattfinden.
Die Fristentransformation ist eine der wesentlichen Aufgaben des Bankensystems. Diese bildliche Umwandlung formell kurzfristiger Geldanlagen zu langfristigen Krediten ist ihnen nur im Rahmen ihrer Erfahrungswerte aus den Einzahlungs- und Abhebegewohnheiten ihrer Geldanleger möglich. Durch Prolongationen belassen die Einleger ihre Gelder faktisch länger bei den Banken als rechtlich vereinbart, durch Substitutionen werden abgehobene Gelder durch neue Geldanlagen ersetzt; das ist der Kern der Bodensatztheorie, die allerdings nur auf störungsfreien Märkten gilt.

## Ablauf der Fristentransformation
Rechtlich ist eine Umwandlung von Bankeinlagen, die aus Sicht des Kreditinstituts Verbindlichkeiten sind, in Kredite, die aus Sicht des Kreditinstituts Forderungen sind, nicht möglich. Verbindlichkeiten können nicht in Forderungen umgewandelt werden. Deswegen ist ein Kreditinstitut bei der Fristentransformation kein unmittelbarer Finanzintermediär. Die Fristentransformation beruht auf der für die Refinanzierung des Kreditgeschäfts notwendigen Liquidität der Banken, die sie in Form der Geldbasis (Zentralbankgeld, Bargeld) oder in Form von Substituten der Geldbasis (Geldmarktpapiere, Forderungen aus Interbankkrediten) bereithalten. Diese Liquidität wird zum Teil durch die Einwerbung von Publikumseinlagen (passive Refinanzierung) wie (Girokonto, Tagesgeld, Termingeld, Sparkonto oder Sparbrief) herstellt. Eine weitere Möglichkeit der passiven Refinanzierung bietet der Kapitalmarkt über Fremdkapitalanlagen (z. B. Schuldverschreibungen, Pfandbriefe oder Zertifikate).
Die Kreditvergabe ist ohne vorherigen Zufluss von Kundeneinlagen oder Fremdkapital des Kapitalmarktes möglich. Sie ist wirtschaftlich durch die Kundennachfrage nach Krediten mit den gegebenen Zinsen begrenzt. Rechtlich ist sie in der EU durch die Kapitaladäquanzverordnung durch das Vorhandensein von Eigenkapital begrenzt. Ähnliches gilt für Staaten, die Basel III umgesetzt haben. Das Kreditvolumen kann rechtlich auch durch eine Mindestreserve begrenzt werden. Diese wikt sich aber nur aus, wenn sie sehr hoch angesetzt wird. Buchhalterisch wird durch die Vergabe eines Kredits, der auf der Aktivseite der Bilanz aktiviert wird, eine Sichteinlage passiviert. Die Kreditvergabe ist neben dem Erwerb von Vermögensgütern durch Kreditinstitute eine der beiden Formen der Geldschöpfung durch Banken durch Bilanzverlängerung.

### Refinanzierung des Kreditgeschäfts
Verwendet der Kunde den Kredit, muss die Bank den Kredit refinanzieren. Dabei unterliegt sie einem Liquiditätsrisiko und einem Zinsrisiko. Die Bankguthaben oder Fremdkapitalanlagen unterliegen je nach Strukturierung unterschiedlichen Fälligkeiten. Kurzfristig können Zinsen für Bankeinlagen oder Schuldverschreibungen (Anleihen) steigen, während die Bank bei Kreditzinsen häufig lange festgelegt ist.
Die durch Sichteinlage darstellte Kreditsumme kann der Kunde in Bar abheben oder an eine Drittbank überweisen (z. B. um eine Investition zu tätigen oder zu konsumieren). Im ersten Fall muss sich die Bank über Bargeld verfügen. Im zweiten Fall muss die Bank des Kreditnehmers die Bank des Überweisungsempfängers mit Zentralbankreserven oder einem Substitut der Geldbasis bezahlen (mit einem Geldmarktpapier oder die Bank des Überweisungsempfängers räumt ihr einen Interbankenkredit, der auf Zentralbankgeld lautet, ein).
Geschäftsbanken können sich das für die Refinanzierung des Kreditgeschäfts erforderliche Bargeld oder Zentralbankgeld unter anderem durch die Einwerbung von Bankguthaben oder Kapitalmarktanlegern beschaffen. Buchhalterisch ist ein Bankguthaben oder eine Schuldverschreibung aus Sicht des Kreditinstituts auf der Passivseite eine Verbindlichkeit. Aktiviert werden kann je nach Form der Kassenbestand bei Bargeldeinzahlung des Kunden, das Zentralbankgeldguthaben oder eine Forderung aus Interbankenkredit bei Überweisung.
Verfügt das Kreditinstitut nicht über genügend Publikumseinlagen oder Fremdkapitalanleger für die Refinanzierung des Kreditgeschäfts, kann sie sich Bargeld oder Zentralbankgeld verschaffen durch:
- die Überschussreserve bei der Zentralbank
- einen Kredit der Zentralbank in Form
  - Hauptrefinanzierungsinstrument  gegen notenbankfähige Sicherheiten
  - Spitzenrefinanzierungsfazilität als Blankokredit
- Verkauf von Aktiva als Aktivtausch (Kreditforderungen, Immobilien, Wertpapiere usw.) an Marktteilnehmer darunter auch
  - Verkauf gebündelter und strukturierter Kreditforderungen durch Verbriefung
  - Verkauf von Wertpapieren auch an die Zentralbank im Rahmen von Offenmarktgeschäften
- Substituten der Geldbasis (Verkauf eines Geldmarktpapiers, Inanspruchnahme eines Interbankenkredits)

### Absicherungen
Um der Unfähigkeit der Banken ihr Kreditgeschäfts zu refinanzieren durch einen Bankansturm – wie in der deutschen Bankenkrise – vorzubeugen, hat der Gesetzgeber
- die Bankeinlagen bis zu 100.000 EUR je Bank und Einleger versichert (Einlagensicherung und Institutssicherung)
- die Banken verpflichtet, durch Kennzahlen für bestimmte Stressszenarien (Liquiditätsdeckungsquote, Strukturelle Liquiditätsquote) genügend Liquidität vorzuhalten.

## Arten
Es sind zwei Arten von Fristentransformation zu unterscheiden:
Transformation von Kapitalbindungsfristen (Liquiditätsfristentransformation)
Die Bindungsdauer des zur Verfügung gestellten Kapitals weicht von der Bindungsdauer des investierten Kapitals ab. Aus der Liquiditätsfristentransformation erwachsen Liquiditätsrisiken.
Transformation von Zinsbindungsfristen
Die Dauer, für die die Zinsen des zur Verfügung gestellten Kapitals festgelegt sind, weicht von der Dauer der Zinsbindung des investierten Kapitals ab. Hierdurch entstehen Zinsänderungsrisiken.
Wenn langfristige Investitionen mit kurzfristigen Geldern finanziert werden, spricht man von positiver Fristentransformation, umgekehrt von negativer Fristentransformation. Der Normalfall ist die positive Fristentransformation.

## Bankbetriebliche Auswirkungen
Die Fristentransformation hat bankaufsichtsrechtliche Anerkennung bereits seit Januar 1962 im früheren Grundsatz II für deutsche Kreditinstitute gefunden und wurde in der seit Januar 2007 in Kraft befindlichen Liquiditätsverordnung übernommen. Hiernach gelten gemäß § 4 Abs. 1 LiqV 10 % der täglich fälligen Kundeneinlagen und 10 % der Spareinlagen auch als täglich fällig (Laufzeitband 1). Demnach können hiervon entsprechend jeweils 90 % über das Laufzeitband 1 hinaus als mittel- oder langfristige Kredite ausgeliehen werden.
Durch die Fristentransformation sind die Kreditinstitute einem Refinanzierungsrisiko ausgesetzt. Bei vorhandener Bonität einer Bank schlägt sich dieses Refinanzierungsrisiko nicht als Liquiditätsrisiko, sondern als Zinsänderungsrisiko nieder. Auf vollkommenen, arbitragefreien Märkten können aus Fristentransformation keine Gewinne erzielt werden. Denn bei einer normalen Zinsstrukturkurve sind die kurzfristigen Zinssätze niedriger als die langfristigen. Der langfristige Zinssatz wird jedoch nur dann höher sein als der kurzfristige, wenn der Markt einen Anstieg der kurzfristigen Zinssätze erwartet. Eine fristentransformierende Bank würde bei einer normalen Zinsstruktur gegenwärtige Fristenstrukturgewinne mit künftigen Fristenstrukturverlusten erkaufen und umgekehrt und müsste einen gegebenen Gewinn intertemporal verschieben. Die Fristentransformation kann daher bei einer günstigen Zinskonstellation eine Ertragsquelle für Banken sein. Der dadurch erwirtschaftete Ergebnisbestandteil wird häufig als Struktur- oder Transformationsbeitrag bezeichnet.
Die bei der Fristentransformation bei Finanzintermediären entstehenden Risiken waren z. B. in der Krise der amerikanischen Sparkassen in den 1980er Jahren sowie in der Finanzkrise ab 2007 von wesentlicher Bedeutung.